# Reitmehring
Das Kirchdorf Reitmehring ist ein Gemeindeteil der Stadt Wasserburg am Inn im oberbayerischen Landkreis Rosenheim.

## Geografie
Reitmehring befindet sich etwa dreieinhalb Kilometer westlich von Wasserburg auf einer Höhe von 483 m ü. NHN.

## Geschichte
Durch die Verwaltungsreformen zu Beginn des 19. Jahrhunderts im Königreich Bayern wurde der Ort ein Bestandteil der Landgemeinde Attel, zu der auch die Gemeindeteile Attlerau, Au, Edgarten, Elend, Gabersee, Gern, Heberthal, Kobl, Kornberg, Kroit, Limburg, Osterwies, Reisach, Rottmoos, Seewies, Staudham und Viehhausen gehörten. Im Zuge der kommunalen Gebietsreform in Bayern in den 1970er-Jahren  wurde Reitmehring im Jahr 1978 zusammen mit dem größten Teil der Gemeinde Attel in die Stadt Wasserburg eingegliedert. Im Jahr 1987 zählte Reitmehring 1115 Einwohner.

## Wirtschaft
Reitmehring ist der Sitz der milch- und molkeverarbeitenden Unternehmensgruppe Meggle Group.

## Verkehr
Die Anbindung an das öffentliche Straßennetz wird durch die direkt durch den Ort hindurchführende Bundesstraße 304 hergestellt.
Die als Wasserburg (Inn) Bahnhof bezeichnete Bahnstation in Reitmehring ist Knotenpunkt der Strecken Rosenheim–Mühldorf und Grafing–Wasserburg. Zusätzlich stellte die Bahnstrecke Wasserburg Bahnhof–Wasserburg Stadt bis 1987 eine Verbindung in die Wasserburger Innenstadt her. Die Züge in Richtung Grafing sowie zwischen Rosenheim und Soyen sind in den MVV-Tarif integriert. Es ist geplant, diese Strecke zu elektrifizieren und die S-Bahn bis Wasserburg zu verlängern.